# Gebrüder Schlagintweit

Von links: Robert, Adolf und Hermann von Schlagintweit (1847)

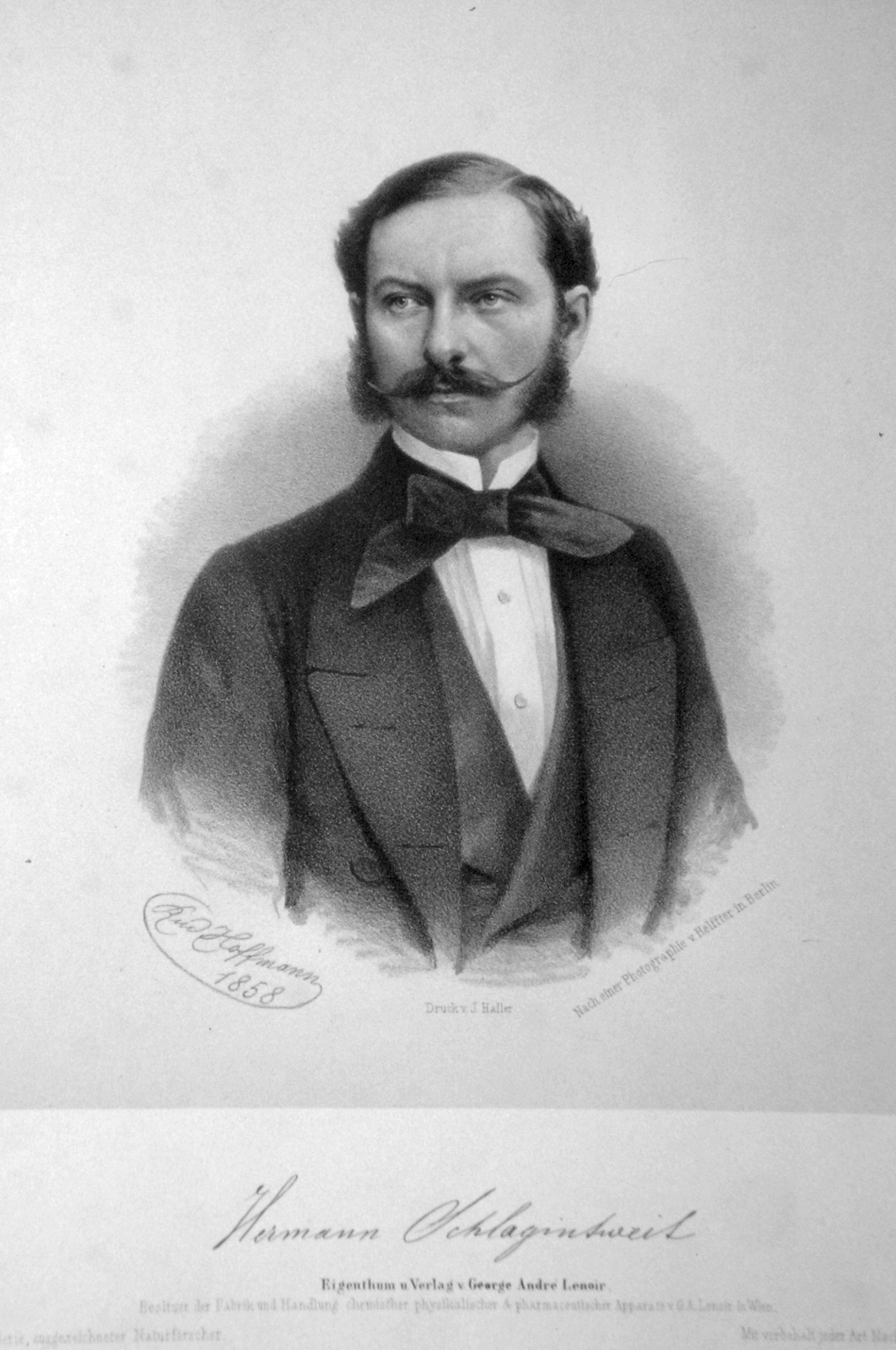
Hermann Schlagintweit, Lithographie von Rudolf Hoffmann, 1858

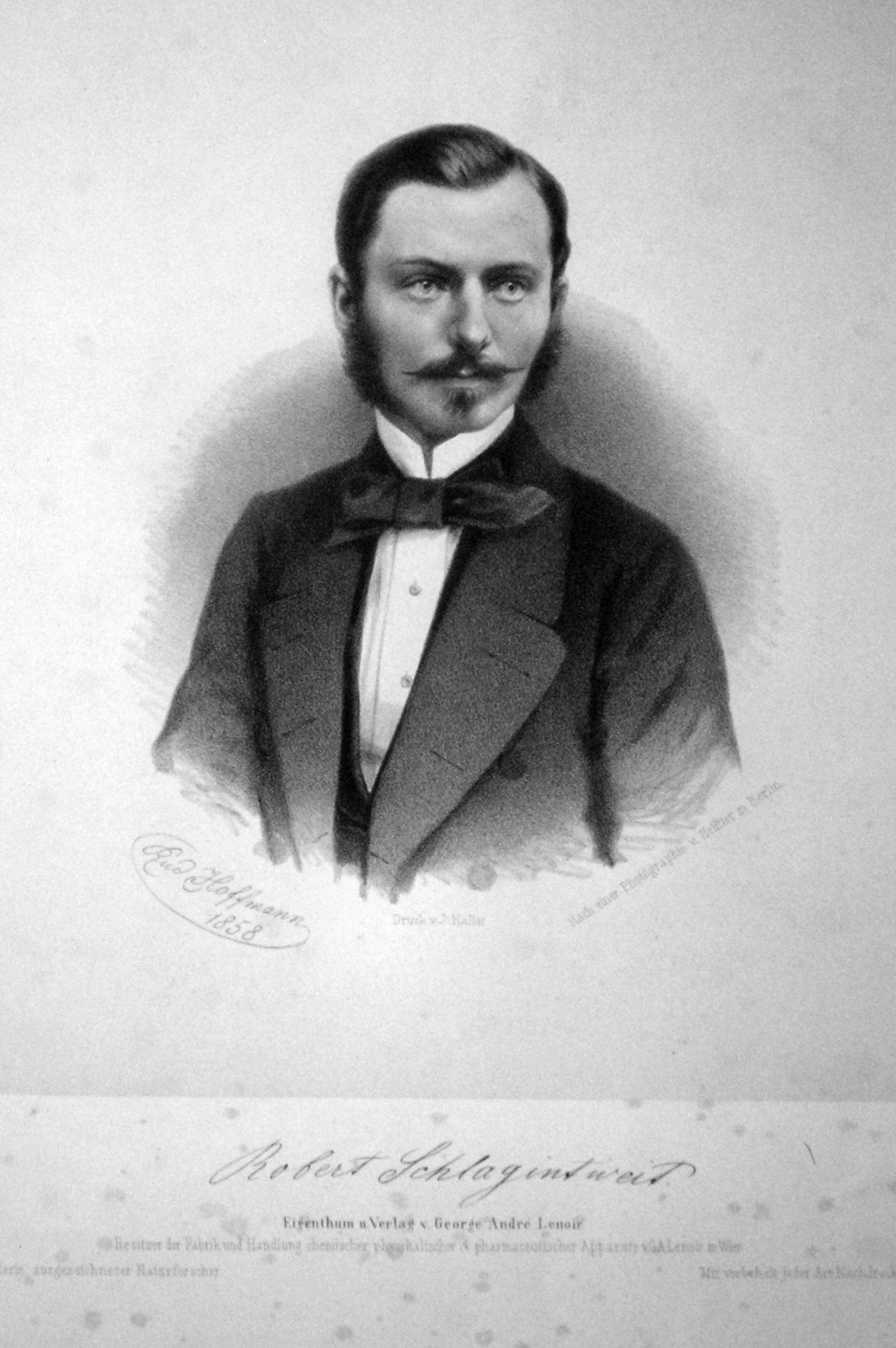
Robert Schlagintweit, Lithographie von Rudolf Hoffmann, 1858

Als Gebrüder Schlagintweit bekannt wurden drei der fünf Söhne (Hermann, Adolf, Eduard, Robert und Emil) des Augenarztes Joseph Schlagintweit (1792–1854) und der Rosalie Seidl (1805–1839):
- Hermann von Schlagintweit (* 13. Mai 1826, † 19. Januar 1882)
- Adolf Schlagintweit (* 9. Januar 1829, † 26. August 1857)
- Robert von Schlagintweit (* 27. Oktober 1833, † 6. Juni 1885)

Sie waren unterwegs als Wissenschaftler, Forschungsreisende und Bergsteiger.

## Leben
Zunächst widmeten sich die Geschwister, die noch Emil und Eduard als weitere Brüder zählen, botanischen und glaziologischen Forschungen in den Alpen. Dabei wurden unter anderem Großglockner, Wildspitze und Similaun bestiegen. An der Erstbesteigung des höchsten Schweizer Gipfels, der 4.634 m hohen Dufourspitze im Monte-Rosa-Massiv, scheiterten sie 1851 nur knapp.
Auf Empfehlung Alexander von Humboldts brachen die Gebrüder Schlagintweit am 20. September 1854 von England aus zu einer Forschungsreise nach Indien und Zentralasien auf. Im Auftrag der East India Company sollten sie sich der Erforschung des Erdmagnetismus und der Flora widmen. Außerdem wollten die Gebrüder Schlagintweit in Indien das Land vermessen, die Bevölkerung fotografieren und eine Typologie der Rassen aufstellen. In der Folge bereisten sie teils zusammen, teils allein den indischen Subkontinent und den Himalaya. Sie gelangten u. a. bis nach Darjiling, Bhutan, Leh, in den Karakorum, nach Nepal und ins Tarimbecken. Adolph und Robert machten einen Abstecher ins damals noch verbotene Tibet, sahen sich dann aber zur Umkehr gezwungen. Auf dem Rückweg erreichten sie bei einer versuchten Besteigung des Kamet mit 6.785 m einen Höhenrekord für die damalige Zeit.
Letztmals trafen sich die drei Brüder im Oktober 1856 gemeinsam in Srinagar. Robert und Hermann Schlagintweit trafen am 17. Juni 1857 wieder in Berlin ein. Von ihrer Reise brachten sie so umfangreiches Material – Aufzeichnungen, Funde und Artefakte – zurück, dass sie es während ihres Lebens nicht mehr vollständig auswerten konnten. Für Adolf, der Deutschland auf dem Landweg erreichen wollte, nahm die Reise ein fatales Ende. Er wurde in der Nähe von Kaschgar gefangen genommen und am 26. August 1857 ohne Prozess oder Anhörung am Hof des Khans als mutmaßlicher chinesischer Spion enthauptet.
In Deutschland waren die Gebrüder Schlagintweit hochgeehrt, in Großbritannien hingegen eher umstritten.

## Ehrungen
Die Pflanzengattungen Schlagintweitia Griseb. aus der Familie der Korbblütler (Asteraceae) und Schlagintweitiella Ulbr. aus der Familie der Hahnenfußgewächse (Ranunculaceae) sind nach den drei Brüdern Adolf, Hermann und Robert Schlagintweit benannt.

## Werke
- Results of a scientific mission to India and High Asia undertaken between the years MDCCCLIV. and MDCCCLVIII., by order of the court of directors of the honourable East India Company.
  - Band 1: Astronomical determinations of latitudes and longitudes and magnetic observations during a scientific mission to India and High Asia. Leipzig, 1861 (Digitalisat)
  - Band 2: General hypsometry of India, the Hímalaya, and Western Tíbet, with sections across the chains of the Karakorúm and Kuenlúen, comprising, in addition to Messrs. de Schlagintweits’ determinations, the data collected from books, maps, and private communications. Leipzig, 1862 (Digitalisat)
  - Band 3: Route-book of the western parts of the Himálaya, Tíbet, and Central Asia; and geographical glossary from the languages of India and Tíbet, including the phonetic transcription and interpretation. Leipzig, 1863 (Digitalisat)
  - Band 4: Meteorology of India, an analysis of the physical conditions of India, the Himálaya, western Tíbet, and Turkistán. Leipzig, 1866 (Digitalisat)

## Die Gebrüder Schlagintweit in Literatur und Kunst
- Christopher Kloeble: Das Museum der Welt. Roman. (Deutscher Taschenbuch Verlag), München 2020, ISBN 978-3-423-28218-5 (Aus der Sicht eines indischen Buben und Übersetzers wird die Geschichte der Schlagintweit-Expedition erzählt. Damit macht der Schriftsteller die Forscher selbst zum Forschungsobjekt.)